# 笠原英一
笠原 英一（かさはら えいいち、1958年 - ）は、日本のマーケティング研究者・コンサルタント。アジア太平洋マーケティング研究所(APRIM)所長。博士（学術/Ph.D. in International Studies）。立教大学大学院客員教授。専門は産業財マーケティング、経営戦略、消費者行動論、マーケティング・マネジメント、マーケティングリサーチ、グローバル・マーケティング、ベンチャー・マネジメント等。
一般社団法人サービスデザイン推進協議会代表理事を2018年から2020年6月8日まで務めた。

## 略歴
1958年生まれ、神奈川県出身。明治大学法学部卒業、法政大学大学院社会科学研究科修了（経営学修士）、アメリカ国際経営大学院修了（現サンダーバード国際経営大学院Thunderbird School of Global Management,  Arizona State University/Master of International Management/国際経営修士）、ノースウェスタン大学(Northwestern University/Kellogg Executive Scholarプログラム修了)、ウォートン・スクール(Wharton School/Certificate of Professional Development(CPD)プログラム修了)、早稲田大学大学院後期博士課程国際関係学専攻修了（Ph.D. in International Studies/学術博士）。
日米の機関投資家にファンド・マネジャーとして勤務。1989年に株式会社富士総合研究所（現みずほ総合研究所）マーケティング戦略・笠原クラスターにてコンサルティングを実施。その後、立教大学大学院ビジネスデザイン研究科教授を歴任。
現在は大学院における研究・教育活動と並行し、アジア太平洋マーケティング研究所にて、産業財関連の一部上場企業をはじめ、ベンチャー、成長中堅企業のクライアントに対して、研究開発、事業開発からマーケティング、販売、財務 (IPO、M&A)、企業コミュニケーション(CI、IR)、エグゼキュティブ・トレーニング等に関する機能横断的な問題解決支援を行なうコンサルティングを行う。

## 主な公的役職歴
- 中小企業庁「太田地区における産業集積活性化の為の調査研究」委員(1995)
- 雇用促進事業団委託「製材業雇用高度化事業」委員(1995-96)
- 通産省委託「広域関東圏における産業支援に関する研究プロジェクト」推進員(1995-96)
- 山形県「インキュベーション・センター構想のコンセプト化調査研究」委員(1995-96)
- 漁港漁村建設技術研究所委託「公共投資効果測定に関する調査研究」委員(1994-97)
- 国際ベンチャー企業協議会日本支部プレジデント（2000-03）
- みずほ情報総合研究所客員研究員（2005-07）
- 早稲田大学エクステンションセンター講師（2005-）
- デル・アワード審査員長：デルコンピューターによる起業奨励賞審査委員長（2008-2010）
- 日本中小企業学会会員、研究・技術計画学会会員、日本組織学会会員、日本ベンチャー学会会員
- 立教大学大学院ビジネスデザイン研究科教授（2008-2013）
- 芝浦工業大学大学院客員研究員（2013-2015）
- 立教大学観光研究所研究員（2013-）
- 立教大学大学院ビジネスデザイン研究科客員教授（2014-）
- 一般社団法人サービスデザイン推進協議会代表理事（2018-20）

## 国際的活動
米国、イスラエル、イタリア、シンガポールの研究者とグローバル・マーケティングに関する共同研究を推進中。シンガポール、香港、クアラルンプールを拠点としてアクションベースド・ラーニングを数多く実践している。
　　

## 研究業績
- "A Strategic Approach to Coastal Zone Development-Formulation of a Coastal Zone Development Plan" （Cites Marines 1995/Ocean Cities 1995）
- 「中小企業の持続的成長と技術開発戦略」日本中小企業学会編『インターネット時代と中小企業』160-169頁 (同友館、1997)
- 「中小企業の持続的成長と技術開発戦略」（研究術計画学会、1999)
- ｢ベンチャー企業の財務戦略とＩＲ活動の効果｣（日本ベンチャー学会編、2000)
- 「中小・中堅企業の成長メカニズムに関する研究」日本中小企業学会『新中小企業像の構築』同友館、152-160頁(同友館、2000)
- 「ＩＲの効果に関する研究」（早稲田大学大学院研究論集、2002)
- 「産業財マーケティングに関するアプローチ研究」（早稲田大学大学院研究論集、2003)
- 「米国マニュファクチャラーズ・レップの関係性マネジメント」『マーケティングの革新と課題』（柏木重明編、東海大学出版、2005)
- 「中国・台湾の新興国企業との競争時代における日本の製造業のあり方に関して―あらたな競争戦略の枠組みを求めて―」（立教ＤＢＡジャーナル、2011)
- 「持続可能性の実現に向けたマーケティングの役割と今後の方向性～メンタル・モデルの根源としての主観的幸福感（emotional well-being）の視点から～」（立教ＤＢＡジャーナル第三巻27-41、2013)
- 「新事業開発のプログラムにおける営業と技術による相互作用的仮説検証プロセスの有用性に関する調査研究～産業財市場における延期モデルから投機モデルへのシフトを促進するアプローチ～」（研究・イノベーション学会 第31回年次学術大会、2016）

## 著書・訳書
- 『ベンチャー創造のダイナミックス-経営・評価・育成の視点』（担当： 5章、6章、10章、11章）（中小企業研究奨励賞受賞）（福田昌義・寺石雅英との共著、文眞堂、2000)
- 『経営相談全書』（担当： 第5編 652-753頁）（濱中善彦他との共著、三省堂、2002)
- 『成功した企業家が毎日考えていること－ベンチャーマーケティング』（翻訳、中経出版、2004)
- 『経営学のことがおもしろいほどわかる本』（中経済出版、2004)
- 『戦略的産業財マーケティング・マネジメント-理論編』（Business Marketing Management〜A Strategic View of Industrial and Organizational Markets）（解説・訳、白桃書房、2009)
- 『戦略的産業財マーケティング・マネジメント－ケース編』（Business Marketing Management〜A Strategic View of Industrial and Organizational Markets）（解説・訳、白桃書房、2012)
- 『強い会社が実行している「経営戦略」の教科書』（中経出版、2013)
- Practical Strategic Management: How to Apply Strategic Thinking in Business (World Scientific Publishing / Eiichi “Eric” Kasahara 2015)
- 『ビジネスデザインと経営学』「産業財(BtoB)市場マネジメントに関するアプローチの提言～産業財領域における価値共創営業～」（創成社 共著 立教大学大学院ビジネスデザイン研究科編、2016）
- 『グローバル戦略市場経営～グローバル展開とマーケティング・マネジメントの統合～』 （白桃書房 イアン・アーロン、ユージン・D・ジャッフ[著] 笠原英一[解説・訳] 2017）
- 『戦略的産業財マーケティング 〜B2B営業成功の7つのステップ〜』(東洋経済新報社、笠原英一著 2018)
- 『経営戦略の教科書－改訂版』(KADOKAWA、 笠原英一著 2019)
- 『フォーカス戦略: 「選択と集中」で収益力を高める7つのステップ』（東洋経済新報社、Sanjay Khosla, Mohanbir Sawhney[著] 笠原英一[訳] 2019）
- 『DX戦略立案書　CC-DIVフレームワークでつかむデジタル経営変革の考え方』（白桃書房　デビッド　Ｌ．ロジャース [著] 笠原英一[訳]　2021）